# Кічін Валерій Сергійович
Валерій Сергійович Кічін (кирг. Валерий Сергеевич Кичин, нар. 12 жовтня 1992, Бішкек) — киргизький футболіст, захисник клубу «Єнісей» та національної збірної Киргизстану.

## Клубна кар'єра
Почав кар'єру в команді «Камбар-Ата», після чого перейшов в «Дордой» (Бішкек). Взимку 2013 року їздив на перегляд у московський ЦСКА, але клубу не підійшов.
Потім відправився на перегляд у «Волгу» (Нижній Новгород). Гра, показана футболістом у двох товариських матчах, вразила тренера Юрія Калитвинцева, і з ним було вирішено укласти довгостроковий контракт. 8 березня, в матчі Прем'єр-ліги з краснодарською «Кубанню» (0:2) Валерій дебютував у складі «Волги». Втім закріпитись у команді не зумів і здавався в оренду в клуби другого дивізіону «Хімік» (Дзержинськ) та «Уфа», допомігши другому з них за підсумками сезону 2013/14 вийти до Прем'єр-ліги.
1 липня 2014 року підписав контракт з «Анжі», який був розрахований на три роки. Через ліміт на легіонерів не мав твердого місця в основному складі і в січні 2015 був відданий в оренду в клуб першості ФНЛ «Тюмень» до кінця сезону, з якою влітку підписав повноцінний однорічний контракт. 
Перед сезоном 2016/17 перейшов в інший клуб ФНЛ — «Єнісей». Взимку 2016/17 мав запрошення від китайських клубів., але залишився у старій команді, з якою за підсумками сезону 2017/18 разом вийшов в Прем'єр-лігу. 7 жовтня 2018 року в домашньому матчі проти «Спартака» (2:3) забив перший гол за клуб, який став першим м'ячем, забитим киргизом у матчах вищого дивізіону Росії. Станом на 9 січня 2019 року відіграв за красноярську команду 67 матчів в національному чемпіонаті.

## Виступи за збірну
2011 року дебютував в офіційних матчах у складі національної збірної Киргизстану.
У складі збірної був учасником Кубка Азії 2019 року в ОАЕ.

## Досягнення

### Клубні
- Переможець чемпіонату Киргизстану (2): 2011, 2012
- Володар Кубка Киргизстану (2): 2010, 2011
- Фіналіст Кубка президента АФК (1): 2010
- Бронзовий призер ФНЛ: 2016/17

### Особистий
- Найкращий футболіст Киргизстану, який виступав за кордоном (1): 2014[11]

| Дата       | Місто   | Господарі | Результат | Гості      | Турнір                     | Голи | Примітки |
| ---------- | ------- | --------- | --------- | ---------- | -------------------------- | ---- | -------- |
| 07-01-2019 | Аль-Айн | КНР       | 2 – 1     | Киргизстан | Кубок Азії 2019 - 1-й етап | -    |          |
| Усього     |         | Матчів    | 1         |            | Голів                      | 0    |          |